# Ruta Provincial E 66 (Córdoba)
La Ruta Provincial E 66 es una carretera de 58 km aproximadamente, que recorre el centro de la Provincia de Córdoba, República Argentina, en sentido oeste-este, uniendo la  RN 38  en La Cumbre con la  RN 9 Norte  en Colonia Caroya, atravesando las Sierras Chicas. Posee dos tramos bien diferenciados: el primero, su tramo inicial de unos 40 km, es un camino de tierra típico de montaña, y el segundo, el tramo final de unos 18 km, es un camino de llanura asfaltado que representa alrededor del 30% de su extensión aproximadamente
.
Por convenio del 19 de octubre de 1976, esta ruta pasó a la jurisdicción de la provincia de Córdoba. Antiguamente (antes de 1980), el camino se denominaba Ruta Nacional 156.

## Localidades
Esta ruta no atraviesa ninguna localidad.

## Recorrido
|  | CONTgq | ABZq+lr | CONTfq |

|  |  | BHF |

|  |  | BHF |

|  |  | BHF |

|  | CONTgq | ABZgr+r |  |

|  |  | BHF |

|  | CONTgq | TBHF | CONTfq |

|  | WASSERq | WBRÜCKE1 | WASSERq |

|  | CONTgq | TEEeq |  |

|  | WASSERq | WBRÜCKE1 | WASSERq |

|  |  | BHF |

|  | CONTgq | ABZgr+r |  |

|  | CONTgq | TBHF | CONTfq |

|  |  | BHF |

|  | CONTgq | TBHF | CONTfq |

|  |  | CONTf@F |

## NOTAS
1. ↑   El kilometraje fue tomado del amojonado en ruta. En caso de ausencia de los mismos, se calculó según información disponible en Internet, o verificación in situ .